# Robin (DC Comics)
Robin é o pseudônimo de vários super-heróis que aparecem nas histórias em quadrinhos americanas publicadas pela DC Comics. O personagem foi originalmente criado por Bob Kane, Bill Finger e Jerry Robinson, para servir como contraparte juvenil e ajudante do super-herói Batman. Como uma equipe, Batman e Robin são comumente referidos como os Crusados Encapuzados e a Dupla Dinâmica. A primeira encarnação do personagem, Dick Grayson, estreou em Detective Comics #38 (abril de 1940). Concebido como uma forma de atrair leitores jovens, Robin conquistou uma recepção crítica extremamente positiva, dobrando as vendas dos títulos do Batman. As primeiras aventuras de Robin incluíram Star Spangled Comics #65–130 (1947–1952), a primeira série solo longa o personagem. Ele fez aparições regulares em histórias em quadrinhos relacionadas ao Batman e outras publicações da DC Comics de 1940 até o início dos anos 1980, até que o personagem deixou de lado a identidade de Robin e se tornou o super-herói independente Asa Noturna.
A segunda encarnação do personagem, Lance Bruner, apareceu pela primeira vez em The Brave and the Bold #83 (1969). Lance foi o segundo jovem de quem Bruce se tornou guardião e adotou. Portanto, Lance não é considerado um Robin por muito tempo devido ao fato de ter morrido na edição que aparece pela primeira vez.
A considerada segunda encarnação do personagem, Jason Todd, apareceu pela primeira vez em Batman #357 (1983). Ele fez aparições regulares em histórias em quadrinhos relacionadas ao Batman até 1988, quando foi assassinado pelo Coringa no enredo "A Death in the Family" (1989). Mais tarde, Jason se viu vivo após um incidente que mudou a realidade, tornando-se o Capuz Vermelho. A primeira minissérie de Robin foi publicada em 1991, apresentando a terceira encarnação do personagem, Tim Drake, treinando para ganhar o papel de parceiro vigilante do Batman. Depois de duas sequências de sucesso, a série mensal de Robin começou em 1993 e terminou no início de 2009, o que também ajudou sua transição de ajudante a super-herói por mérito próprio. Nas histórias de 2004, a personagem estabelecida da DC Comics Stephanie Brown se tornou o quarto Robin por um curto período de tempo antes que o papel fosse revertido para Tim Drake. Damian Wayne sucede Drake como Robin no arco da história de 2009 "Battle for the Cowl".
Os Robins atuais e anteriores sempre aparecem com destaque no elenco de heróis coadjuvantes do Batman; Dick, Jason, Tim e Damian o consideram um pai. Na continuidade atual a partir de 2021, Dick Grayson atua como Asa Noturna, Jason Todd é o Capuz Vermelho, Stephanie Brown é a Batgirl e Tim Drake assumiu o manto de Robin novamente após uma passagem como Red Robin. Damian deixou para trás o título de Robin, mas continua sendo o personagem-título da história em quadrinhos de Robin. Nos últimos anos, Batman também adotou novos ajudantes na forma de Bluebird, cujo nome faz referência a Robin, e The Signal.

## Criação

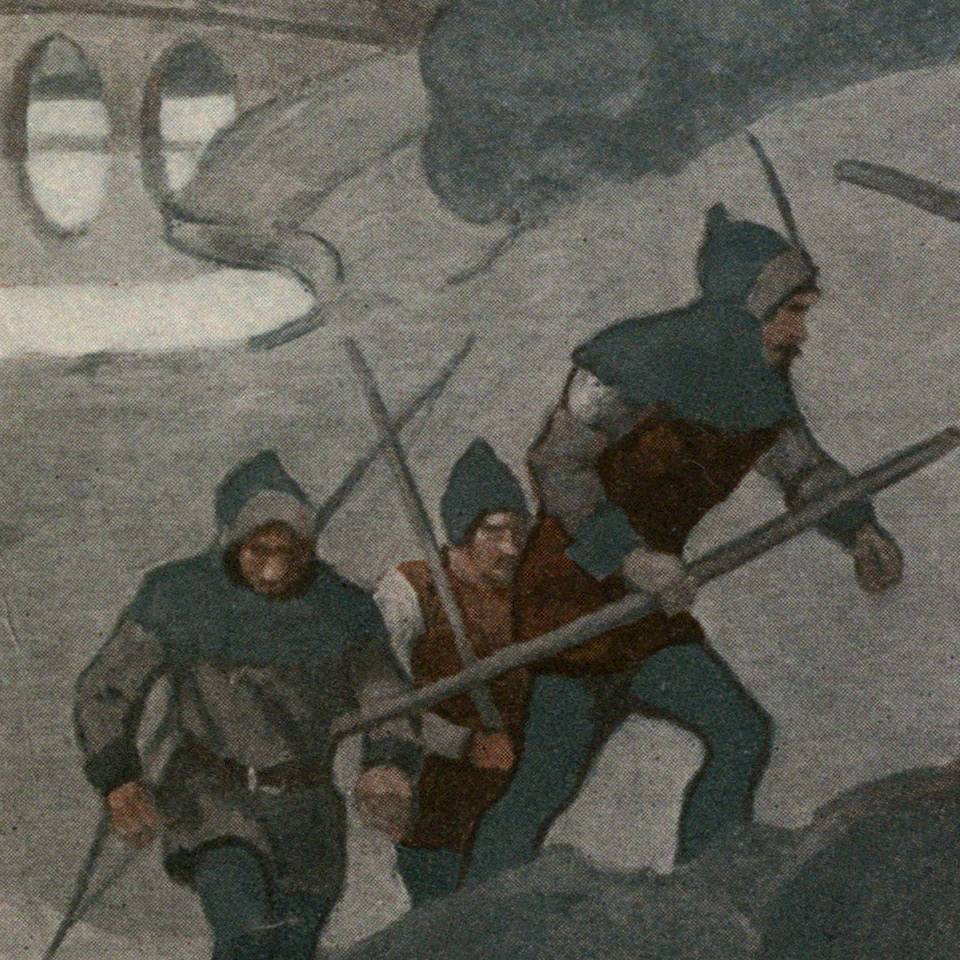
Personagens de uma ilustração de N. C. Wyeth para "Robin Hood" (1917) de Paul Creswick. O visual inspirou o design de Jerry Robinson para Robin.

Cerca de um ano após a estreia do Batman, os criadores do Batman, Bob Kane e Bill Finger, apresentaram Robin the Boy Wonder em Detective Comics #38 (1940). O nome "Robin the Boy Wonder" e o visual medieval do traje original foram inspirados em Robin Hood. Jerry Robinson observou que "criou Robin porque as aventuras de Robin Hood eram minhas favoritas da infância. Ganhei um livro de Robin Hood ilustrado por N. C. Wyeth ... e foi isso que rapidamente esbocei quando sugeri o nome Robin Hood , que eles pareceram gostar, e então mostrou-lhes o traje. E se você olhar para ele, é o traje de Wyeth, de minha memória, porque eu não tinha o livro para olhar.: 83  Outros relatos de A origem de Robin afirma que o nome vem do pássaro chamado robin americano, não de Robin Hood, All Star Batman and Robin the Boy Wonder de Frank Miller sendo uma exceção notável. em The Untold Legend of the Batman de Len Wein. Embora Robin seja mais conhecido como ajudante de Batman, os Robins também foram membros dos grupos de super-heróis Novos Titãs (com o Robin original, Dick Grayson, como membro fundador e líder do último grupo) e Justiça Jovem.
Nas histórias do Batman, o personagem de Robin pretendia ser o Watson do Batman: Bill Finger, escritor de muitas das primeiras aventuras do Batman, disse:
Robin foi o resultado de uma conversa que tive com Bob. Como eu disse, Batman era uma combinação de Douglas Fairbanks e Sherlock Holmes. Holmes tinha seu Watson. O que me incomodava era que Batman não tinha ninguém com quem conversar, e ficou um pouco cansativo tê-lo sempre pensando. Descobri que, à medida que avançava, Batman precisava de um Watson para conversar. Foi assim que Robin surgiu. Bob me chamou e disse que ia colocar um menino na faixa para identificar com o Batman. Achei uma ótima ideia.

## Biografia fictícia

### Dick Grayson
Dick Grayson era o integrante mais jovem de uma família de acrobatas de circo chamada "Os Graysons Voadores", que foram assassinados a mando do gângster Anthony Zucco, que estava extorquindo dinheiro do proprietário do circo. Enquanto investigava o crime, Batman colocou Dick sob sua tutela, vindo a treiná-lo em várias artes marciais e técnicas de detetive. Uma noite, Dick não conseguiu dormir e sentou-se de costas para o relógio do Batman, quando de repente Alfred saiu de trás do relógio e o deixou aberto. Curioso, Dick sem querer entrou na Bat-Caverna e escutou um som de motor, era o Batman chegando de mais uma patrulha em Gotham. Assustado, Dick tentou sair dali, mas Batman logo percebeu que não estava sozinho e reparou em Dick, mandando-o não fugir. Assim, Dick logo percebeu que Bruce Wayne que era o Batman. Dick Grayson é o mais clássico, famoso e querido dos Robins entre os fãs e o público. Como Robin, Dick foi o melhor lutador e líder, sendo muito alegre e cheio de fazer piadinhas, mesmo em momentos tensos de combate, sendo, no entanto, um parceiro razoavelmente obediente ao Batman. Após um tempo, Dick cresceu e deixou de ser o Robin, passando a se tornar um herói independente: o Asa Noturna, líder dos Jovens Titãs. Durante o reboot da DC, Os Novos 52, Dick temporariamente usou o manto de Batman após a ausência de Bruce, voltando a ser o Asa Noturna após o  retorno do mesmo. Na saga Vilania Eterna, Dick, ao ter sua identidade secreta revelada ao mundo,  abandonou o manto de Asa Noturna e se tornou o Agente 37.

### Lance Bruner
Lance Bruner era como um arrogante delinquente que foi adotado por Bruce Wayne (como fez com Dick Grayson) depois que o pai de Lance morreu. Bruce teria que resistir às contravenções constantes de Lance, desde destruir artefatos preciosos mantidos na Mansão Wayne até fingir seu próprio sequestro. Lance continuou testando a paciência de Bruce até que ele estivesse pronto para mandá-lo para um reformatório e se livrar dele. No entanto, essa ameaça fez Lance revelar que teve uma infância negligenciada sem figuras paternas reais. A mãe de Lance morreu quando ele tinha dois anos e a carreira de seu pai como professor de arqueologia significava que ele estava ausente durante os anos de formação de Lance. Com essas novas informações trazidas à tona, Bruce começou a tentar seriamente fazer um esforço para moldar e fazer de Lance uma pessoa melhor. Isso incluiu fazê-lo trabalhar em lojas de caridade e ajudar o mordomo de Bruce, Alfred, com as tarefas da casa. Mas Lance decidiu que queria se vingar de Bruce. Depois de parar acidentalmente na Batcaverna, Lance decidiu usar essa informação para fazer um acordo com o criminoso internacional, Grantland Stark. Ele alegou que poderia monitorar os movimentos de Batman e Robin e garantir que eles não interferissem no sequestro ilegal de petróleo em troca de dinheiro.
Lance finalmente percebeu o erro de ter tomado este caminho quando viu Robin levar um tiro destinado a Batman depois que Lance disse a Grantland Stark que a dupla dinâmica estava em uma de suas fábricas de óleo. Mudando sua percepção do que significa respeitar e amar alguém, Lance pegou a roupa de Robin e tentou vingar seu irmão adotivo ferido. Tragicamente, apesar de rastrear e pular sobre o criminoso internacional, Lance sofreria um ferimento de bala no estômago. Isso resultaria em sua morte nos braços de Batman depois que Stark foi incapacitado.

### Jason Todd
Jason Todd era um garoto marginal de rua. Durante uma noite, Batman, ao voltar para o Batmóvel, encontra Jason Todd, que tentava roubar as rodas do veículo. O Cavaleiro das Trevas então o adota e o treina e Jason se torna o segundo Robin. Porém, durante uma missão em busca de sua mãe biológica, o Coringa captura Jason, espancando-o com um pé-de-cabra até deixá-lo à beira da morte, e, por fim, deixando-o junto a uma bomba que acaba por matá-lo. Alguns dias após sua morte, Ras Al Ghul tenta corrigir seu erro (A morte de Jason foi culpa dele, pois ele havia contratado o Coringa) e mergulha o corpo de Jason no Poço de Lázaro, trazendo-o de volta à vida. Jason Todd, tomado de ódio por sua morte, adota o nome de Capuz Vermelho, ainda pretendendo combater o crime e fazer justiça, mas sem o código de não matar do Batman. Possui uma mágoa profunda para com Bruce, que não o vingou, e um ódio mortal pelo Coringa, tentando a todo custo matá-lo da forma mais cruel possível.
Após a saga Batman R.I.P., Jason pretendeu assumir o manto do Morcego, porém como um Batman sem piedade, sendo posteriormente derrotado por Dick e voltando ao manto de Capuz Vermelho. Jason foi o mais violento dos Robins, sendo também o mais revoltado e desobediente.

### Tim Drake
Tim Drake era um jovem garoto que acompanhou as aventuras de Batman e Robin desde o assassinato dos “Graysons Voadores”, crime do qual ele foi testemunha ocular. Tim, sozinho, deduziu as identidades de Bruce e Dick através de suas habilidades instintivas de detetive e passou a acompanhar suas carreiras com uma gradual proximidade. Tim também deduziu o assassinato do segundo Robin, e percebendo que Bruce entrara em uma espiral auto-destrutiva e suicida, decidiu pedir a Dick que se tornasse o novo Robin. Mais tarde, Tim salvou Bruce e Dick de serem mortos pelo Duas-Caras. Alfred e Dick, por fim, conseguem convencer Bruce a aceitar Tim como novo Robin, por considerar que o menino tem muito potencial e que isso é a única forma de impedir que Bruce acabasse encontrando a eventual morte em combate.
Tim foi o mais maduro de todos os Robins, tido pelo próprio Bruce como o Robin de maior potencial. Fez sucesso com o público estrelando histórias solo e sendo o primeiro Robin a ter sua própria revista mensal. Ao contrário de Dick e Jason, vindo de famílias muito pobres, Tim nasceu em família milionária, sendo vizinho de Bruce. A princípio tinha ambos os pais vivos, mas passou a maior parte de sua carreira apenas com o pai vivo e órfão de sua mãe. Após seu pai ser assassinado pelo Capitão Bumerangue também acabou adotado por Bruce. Assim como Dick, se promoveu a outro herói, criando a alcunha de Robin Vermelho, após Dick assumir o lugar de Batman e dar a vaga de Robin para Damian Wayne.

### Stephanie Brown
Stephanie Brown, antes conhecida como Salteadora, foi namorada de Tim Drake por um tempo e acabou assumindo o lugar de Robin após o pai de Tim descobrir sua identidade secreta. Stephanie permaneceu pouco tempo no cargo, sendo desaprovada por Batman após desobedecer uma ordem direta. Durante Os Novos 52 Stephanie se tornou a heroína Spoiler.

### Damian Wayne
Damian é filho de Talia Al Ghul (filha de Ra's Al Ghul), com Bruce Wayne. Por muito tempo, odiou o pai. Após a saga Batman R.I.P, ele se tornou o novo Robin, combatendo o crime em Gotham ao lado do novo Batman, Dick Grayson. Foi o mais arrojado, atrevido e desobediente de todos os Robins, sendo também o mais violento deles depois de Jason Todd. Porém, com o passar do tempo, ele mudou um pouco a sua atitude, passando a moderar seu comportamento e a lutar fielmente pela justiça, também começando a respeitar o seu pai e também a Dick e Tim. Damian acaba sendo morto num combate contra o seu clone, Herege, mas recentemente voltou a vida após seu pai enfrentar Darkseid e conseguir o poder necessário para ressuscitá-lo.

## Versões alternativas

### Dick Grayson (Terra 2)
O Robin da Terra 2 foi um dos personagens que habitava a dimensão conhecida como Terra 2, onde os super-heróis começaram suas carreiras nos anos 30 e 40. Nessa versão, Dick Grayson não tornou-se o Asa Noturna, mantendo-se como Robin até mais velho.
O Robin da Teoria noturna, na série Reino do Amanhã de Alex Ross e Mark Waid, é Dick Grayson, que se opôs a Bruce Wayne no método de combate ao crime e assumiu o manto de Robin Vermelho.

### Carrie Kelley

Carrie Kelley como Robin na minissérie The Dark Knight Returns, de 1986.

Em 1986, na série The Dark Knight Returns, Frank Miller introduziu uma nova personagem para assumir o manto de Robin: Carrie Kelley, uma garota de 13 anos que salva Batman de uma derrota iminente. A personagem foi posteriormente mencionada na série animada "The New Batman Adventures".

### Drake Winston
Drake Winston é um jovem mecânico de automóveis da Royal Autobody no bairro de  Burnside em Gotham  que assumiu a identidade de Robin como pupilo de Batman.

### Julie Madison
Julie Madison se passou por Robin por um breve período em uma história de Bob Kane publicada em Detective Comics #49 em março de 1941.

### Duke Thomas
Duke Thomas estava treinando, no entanto, desde que conheceu Batman durante o Ano Zero. Três anos após a morte de Damian Wayne, Duke foi autorizado a assumir o manto de Robin como protegido de Batman.

### Matt McGinnis
Após o sucesso da animação Batman do Futuro nos anos 90, a DC resolveu incluir esse personagem na sua atual fase, o Rebirth. Matthew McGinnis é o irmão mais novo do protagonista Terry McGinnis, o Batman desse tempo, que durante a série animada, era mais tratado como um coadjuvante do que como um protagonista em si, mas que cada vez mais vem ganhando seu espaço nas HQs. Durante o arco "The Long Payback" das atuais HQs do Batman do Futuro, após o retorno de um velho Bruce Wayne do hospital, Terry e seu irmão decidem se mudar para a Mansão Wayne para cuidar do velho, e assim que Matt tem contato com a Batcaverna, fica admirado ao ver os uniformes dos Robins e decide iniciar secretamente um treinamento com o auxilio de vídeos gravados por Bruce (que ainda era o Batman) com Damian Wayne, seu filho.
Após Terry ficar em perigo durante uma missão contra o vilão Payback, Matt é incentivado por Bruce a agir, então o garoto pega a máscara do Robin e decide ajudar seu irmão. Ao voltarem á Mansão, Terry discute com Bruce por ter mandado Matt na missão, mas o velho Batman relaxa e diz que o garoto está pronto para ser o novo Robin, então, logo após uma certa estranheza, Terry aceita seu irmão como o novo Menino Prodígio e Bruce apresenta o traje do Robin do Futuro á Matt, que fica fascinado ao vê-lo (e testá-lo).
Na noite seguinte, o bat-sinal sobe ao céu e a dupla dinâmica estava de volta a Gotham City.

### Bruce Wayne, Jr.
Bruce Wayne Júnior é o filho de Batman e Mulher-Gato. Seus pais foram aposentados do combate ao crime. Ele serviu como Robin ao lado do Batman de Tim Drake, tendo treinado desde que nasceu.

### Bruce Wayne
No arco Gerações, o qual traz histórias do tipo Elseworlds, Bruce Wayne foi Robin por um curto período da sua adolescência, antes de adotar o nome e o manto de Batman, tendo utilizado o característico traje vermelho e verde. Inclusive foi batizado por uma jovem Lois Lane com o nome de Robin pela semelhança do traje com a espécie de pássaro "Robin".

## Outras mídias
Robin (Dick Grayson) foi interpretado por Douglas Croft e Johnny Duncan, respectivamente, nos seriados de Batman de 1943 e 1949, cada um quinze capítulos.
Na série para televisão da década de 1960 Batman e Robin, o personagem é interpretado por Burt Ward.
Robin não apareceu nos filmes de Tim Burton Batman (1989) e Batman Returns (1992), Marlon Wayans para o papel em um terceiro filme. Em 2021, a DC lançou uma continuação em quadrinhos dos filmes de Tim Burton intitulada Batman '89, que inclui uma nova versão de Robin baseada em Marlon Wayans, criada por Sam Hamm, esse Robin recebeu a identidade civil de Drake Winston.

Nos filmes Batman Forever (1995) e Batman & Robin (1997) dirigidos por Joel Schumacher, por Chris O'Donnell. Chris O'Donnell revelou ao Access Hollywood que um spin-off de Robin foi planejado, mas foi descartado depois de Batman & Robin.

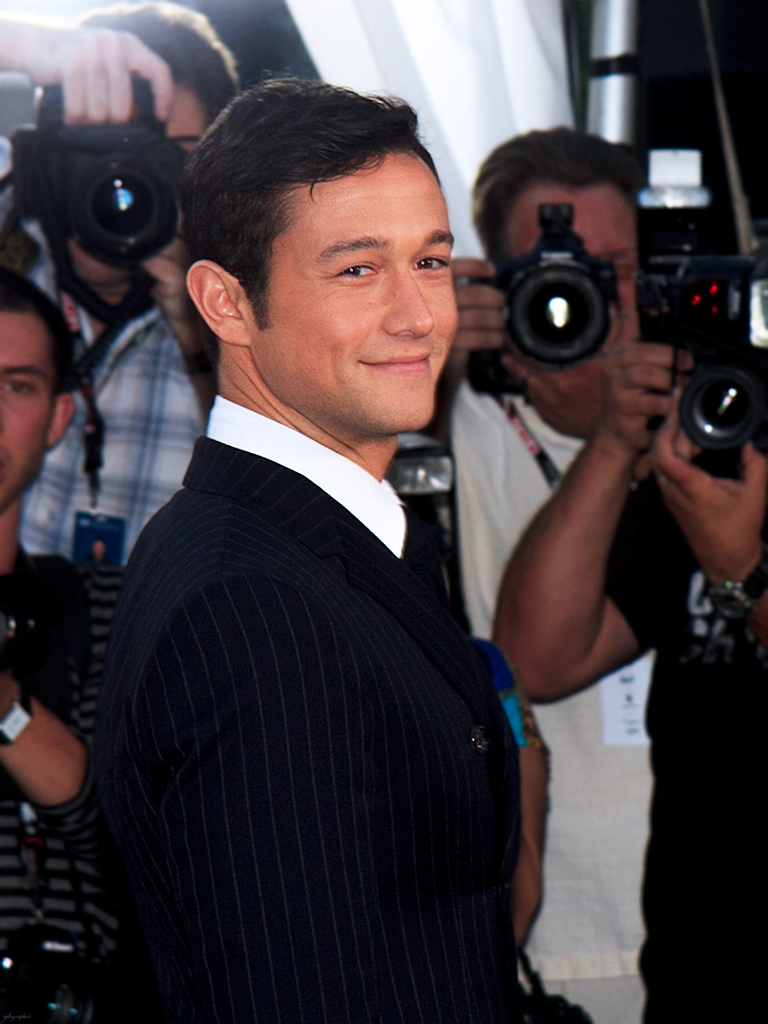
Joseph Gordon-Levitt atuou como John Blake, o personagem Robin em The Dark Knight Rises

Em The Dark Knight Rises Joseph Gordon-Levitt interpreta o policial John Blake, que ajuda Batman ao longo do filme. Ao final do filme é revelado que seu primeiro nome é Robin e ele acaba por descobrir a Bat-Caverna. A escolha do nome Robin foi uma forma de homenagear todos os Robins. Michael Cera interpretou o personagem em The Lego Batman Movie.
A versão de Dick Grayson de Robin também aparece em Batman: The Animated Series, interpretado por Loren Lester. Grayson é substituído por Tim Drake, interpretado por Mathew Valencia, na série seguinte The New Batman Adventures.
A série animada Teen Titans apresenta Robin (voz original de Scott Menville) como o líder de uma equipe de jovens heróis, sendo sugerido em vários episódios que este Robin se trata de Dick Grayson. No episódio da segunda temporada "Fractured", é apresentada uma versão do Bat-Mirim que afirma ser o "DNA buddy" (gêmeo genético) de Robin. Bat-Mirim dá o seu nome como Nosyarg Kcid ("Dick Grayson" soletrado para trás). Em outro episódio, Ravena lê a mente de Robin e vê um homem e uma mulher caindo de um trapézio (um evento conhecido por ter acontecido apenas com Grayson) Em outro episódio, Estelar viaja para o futuro e descobre que Robin tomou a identidade de Asa Noturna. Menville reprisa seu papel como Robin em Teen Titans Go!.
Robin também é visto no comercial de 1987 da Zeller, que apresenta o infame slogan  "Well said, Robin!".
Robin é interpretado por Jesse McCartney em Young Justice.
Dick Grayson (voz original de Crawford Wilson) e Damian Wayne (voz original de Sebastian Bader) aparecem na série animada. Batman: The Brave and the Bold.
Robin é interpretado por Nick Lang em Holy Musical B@man!. Sua interpretação é baseada principalmente em Dick Grayson, de Burt Ward.
Dick Grayson aparece na série live-action Titans, sendo interpretado pelo ator Brenton Thwaites. Curran Walters interpreta Jason Todd, o sucessor de Dick, que foi pego roubando pneus do Batmóvel. Jay Lycurgo interpreta Tim Drake, que fez sua estreia em live-action na terceira temporada e é retratado como descendente de afro-americanos e asiáticos. Carrie Kelley, Daxton Chill, Stephanie Brown e Duke Thomas fizeram aparições não creditadas (foto) no episódio "Barbara Gordon" em um arquivo no Batcomputador para substituir Robins que é descoberto por Dick Grayson após a morte de Jason.
Duke Thomas como Robin aparece em Batwheels, com a voz de AJ Hudson.
Navia Robinson interpeta Carrie Kelley em Gotham Knights.

A versão Damian Wayne de Robin aparecerá no filme live-action The Brave and the Bold, ambientado no DC Universe (DCU).